# 시체들의 날
《시체들의 날》(Day Of The Dead)는 좀비 영화이다.

## 줄거리
미국 어느 도시의 지하 벙커에 열 명 남짓한 사람들이 갇혀 있다. 이미 지상은 좀비들에게 완전히 점령되어 있는 상태. 날마다 좀비를 생포해 로건 박사에게 실험용으로 제공하는 일과 도시의 생존자를 탐색하는 일이 이들의 유일한 일과다. 그마저도 이들은 로즈 대위를 중심으로 한 폭력적 군인 집단 그리고 여의사 사라와 헬기 조종사 존을 중심으로 한 이성적 민간인 집단으로 나뉘어서 심한 내부 투쟁을 겪는다. 결국 로즈 대위와 그 졸병 패거리는 총으로 민간인들을 위협하며 횡포를 부리다가 모조리 파멸하고, 살아남는 것은 민간인 뿐이다.

## 출연

### 주연
- 로리 카딜
- 테리 알렉산더
- 조셉 필라토

### 조연
- 자라스 콘로이
- 안소니 딜레오 주니어
- 게리 하워드 크레어
- 랄프 마레로
- 존 암프라스
- 필립 G. 켈람스
- 타소 N. 스타브라키스
- 그레고리 니코테로
- 리처드 리버티
- 셔먼 하워드

## 기타
- 프로듀서: 질라 클린턴
- 공동제작: 데이비드 볼
- 미술: 크리터스 앤더슨
- 미술: 브루스 앨런 밀러
- 특수효과: 톰 사비니
- 의상: 바바라 앤더슨
- 배역: 크리스틴 포레스트